# Raf Simons
Raf Jan Simons (* 12. Januar 1968 in Neerpelt) ist ein international bekannter belgischer Industrie- und Modedesigner.
Simons ist seit 1995 Designer seiner eigenen Herrenmode-Marke Raf Simons und war von 2005 bis 2012 Kreativdirektor bei Jil Sander. Von 2012 bis 2015 bekleidete er als Nachfolger von John Galliano die Position des künstlerischen Direktors der Damenkollektionen von Christian Dior. Von August 2016 bis Ende 2018 war er als Chief Creative Officer verantwortlich für das Design aller Sparten bei Calvin Klein in New York. Ende Februar 2020 kündigte Prada an, dass Simons neben Miuccia Prada ab April 2020 bei dem italienischen Modehaus als Co-Kreativdirektor tätig sein werde.

## Werdegang
Raf Simons wurde 1968 in Neerpelt in der flämischen Provinz Limburg geboren. Nach dem Studium des Industriedesigns in Genk 1991 absolvierte er bei dem belgischen Modedesigner Walter Van Beirendonck ein Praktikum, wo er unter anderem Showrooms gestaltete, und begann schließlich als Möbeldesigner für Galerien und private Auftraggeber zu arbeiten. Auf Anraten der damaligen Leiterin der Modeschule der Akademie der Schönen Künste in Antwerpen und ohne diesbezügliche Ausbildung wechselte er nach wenigen Jahren in die Modebranche.

### Raf Simons
1995 brachte Simons in Antwerpen seine erste Modelinie für Herren unter dem Namen Raf Simons auf den Markt. Die erste Kollektion zeichnete sich durch schmale, lineare Silhouetten mit Zitaten aus Punk und Gothic aus. In der New York Times wurde Simons in der Tradition Helmut Langs als Erfinder der betont schmalen Männer-Silhouette, die sich ab den späten 1990er Jahren immer mehr in der Männermode verbreitete und mit der schließlich der Designer Hedi Slimane bei Dior Homme besonders bekannt wurde, gewürdigt. Simons’ minimalistische Mode ist bis heute u. a. geprägt von schmal geschnittenen Anzügen, von kurzen Jacketts, von dekonstruierten Schnitten, von innovativen Formen, vom Lagen-Look oder von futuristischen Einflüssen. Das Logo der Raf-Simons-Hauptlinie ist ein geschwungenes „R“, das bspw. auf ausgewählten Oberteilen aufgestickt ist.
Ab März 2000 nahm sich Simons aufgrund des Drucks, der durch das Wachstum seines Modeunternehmens entstanden war, eine einjährige Auszeit, in der er sein Mode-Label ruhen ließ. Seine Entwürfe lässt Simons bei den in Paris abgehaltenen Modenschauen ausschließlich von nichtprofessionellen Models vorführen, die er in den Vorstädten auf der Straße rekrutiert. Durch seine provokante Konzeption von vermummten Jungs in Overalls und Kapuzenpullover brachte er sich 2001 zwei Monate vor dem Angriff auf die Twintowers das Attribut des „modischen Terroristen“ ein. 2004 ging Simons Distributions- und Lizenzvereinbarungen mit Partnern ein (Futurenet srl für Europa und USA, Mitsui für Asien). 2005 kam die jugendliche Zweitlinie RAF by Raf Simons, bei welcher oftmals der Vorname RAF als sichtbares Logo die Kleidungsstücke zierte, zum Portfolio hinzu. Die Zweitlinie wurde mit Ende des Futurenet-Lizenzabkommens 2011 eingestellt. Für die Marke Raf Simons bestanden in Tokio und Osaka von 2008 bis 2012 durch Mitsui betriebene Boutiquen.
Kollektionen:

Etikett der Kooperation mit Fred Perry

- Raf Simons – Herren-Konfektionsmode im oberen Preissegment, seit 1995
- RAF by Raf Simons – Zweitlinie für Herren im oberen Mittelpreissegment, Juni 2005 bis 2011
- Raf Simons Fred Perry – Herren-Sportswearkollektion in Zusammenarbeit mit der Marke Fred Perry im oberen Mittelpreissegment, seit 2008
- RAF by Raf Simons Eastpak – Gepäckserie in Zusammenarbeit mit Eastpak, von 2007 bis 2008
- Raf Simons X Adidas – Herren-Sportschuhkollektion in Zusammenarbeit mit der Marke Adidas im oberen Mittelpreissegment

Raf Simons lehrte von 2000 bis 2005 an der Universität für angewandte Kunst Wien und leitete die Modeklasse. Seine Vorgänger dort waren das niederländische Designer-Duo Viktor & Rolf (1999 bis 2000); seine Nachfolgerin war die belgische Designerin Veronique Branquinho (2005 bis 2009). Branquinho (* 1973) und Simons waren von 1995 bis 2000 liiert.
Simons wird spätestens seit Ende der 1990er Jahre international als einflussreicher Modedesigner angesehen. Er unterhält Wohnungen in Antwerpen und Paris, arbeitete in beiden Städten (weiterhin für Raf Simons und bis 2015 für Dior in Paris) und bis 2012 für Jil Sander auch in Mailand. Für seine Tätigkeit bei Calvin Klein ab 2016 verbrachte er viel Zeit in New York City. Simons gilt als scheu und sensibel. Er ist seit Ende 2014 mit dem ehemaligen Dior-Manager Jean-Georges d'Orazio liiert. Simons spricht neben Flämisch fließend Englisch sowie Deutsch und hat Grundkenntnisse in Französisch.

### Jil Sander
Simons wurde 2005 mit seinem Team vom Chef der Prada-Gruppe, Patrizio Bertelli, verpflichtet und übernahm am 1. Juli des gleichen Jahres als Kreativdirektor das Designteam der damaligen Prada-Tochter, Jil Sander AG. Seine erste Schau wurde Anfang 2006 in Mailand präsentiert. Bis zu seinem Engagement bei Jil Sander hatte Simons keine Damenmode entworfen. Nach dem Verkauf von Jil Sander durch Prada wurde Raf Simons von den nachfolgenden Eigentümern der Marke Jil Sander als Designer der Damen- und Herrenkollektionen behalten. Seine zum Teil avantgardistischen Entwürfe wurden in der Folge von der internationalen Presse hoch gelobt.
Das Unternehmen Jil Sander verkündete am 23. Februar 2012, dass die Zusammenarbeit mit Simons in gegenseitigem Einvernehmen zum 27. Februar beendet werde. Tagsdarauf erklärte das Unternehmen, dass die Firmengründerin, Jil Sander, am 28. Februar 2012 zu ihrem Unternehmen als Designerin zurückkehre und somit Simons’ Nachfolge antrete. Am 25. Februar 2012 fand bei den Mailänder Modenschauen bei der Präsentation der Jil Sander Damenkollektion für Herbst/Winter 2012/13 der letzte Auftritt von Raf Simons als Kreativdirektor von Jil Sander statt, bei dem er sich auf dem Laufsteg unter Tränen von den Zuschauern verabschiedete.
Kollektionen:
- Jil Sander – Damen- und Herrenkonfektionsmode im oberen Preissegment, von Juli 2005 bis Februar 2012
- Jil Sander Navy – hochpreisige Zweitlinie für Damen, von 2010 bis 2012

### Dior
Am 9. April 2012 wurde Simons nach langen Spekulationen von dem französischen Modeunternehmen Christian Dior zum Chefdesigner der Damenkollektionen (Prêt-à-porter und Haute Couture) ernannt. Simons hatte bis dahin keine Haute Couture Mode entworfen. Seine erste Haute Couture Kollektion für Dior wurde am 2. Juli 2012 im Kulturzentrum Centre Culturel Calouste Gulbenkian in Paris präsentiert und von der Presse hoch gelobt. Simons’ erste Prêt-à-porter-Kollektion für Dior wurde Ende September 2012 in Paris gezeigt und ebenso positiv aufgenommen. Der Dokumentarfilm Dior und Ich behandelt diese Zeit. Unter Simons’ Regie stiegen die Verkaufszahlen bei Dior von 2011 bis 2015 um 60 %. Simons gab sein Engagement bei Dior Ende 2015 aus eigenen Stücken auf, um mehr Zeit für sich und seine eigene Modemarke zu haben. Im Rahmen seines Rückzugs kritisierte er den immensen Druck aus kommerziellen Gründen auf Modedesigner in der internationalen Modeindustrie.
Kollektionen:
- Prêt-à-porter – Damen-Konfektionsmode im oberen Preissegment, von 2012 bis 2015
- Haute Couture – Damen-Maßschneiderei-Kollektion im obersten Preissegment, von 2012 bis 2015

### Calvin Klein
Seit Anfang 2016 hatte es Gerüchte gegeben, dass Simons zu Calvin Klein nach New York wechseln werde. Anfang August 2016 bestätigte der Eigentümer der Marke Calvin Klein, die Phillips-Van Heusen Corp., Simons’ Berufung zum Chief Creative Officer (CCO). Die bisherigen Chefdesigner hatten zuvor das Unternehmen verlassen. Simons war damit für alle Kollektionen, Produktbereiche und Marken bei Calvin Klein verantwortlich, sowohl für Damen als auch Herren: Calvin Klein Collection (2017 umbenannt in Calvin Klein 205W39NYC), Calvin Klein Platinum, Calvin Klein (White Label), Calvin Klein Jeans, Calvin Klein Home, Accessoires und Kosmetik.
Simons’ langjähriger Assistent, der Belgier Pieter Mulier, der mit ihm bereits bei seiner eigenen Modemarke und bei Dior gearbeitet hatte, wurde zum Kreativdirektor bei Calvin Klein ernannt. Muliers Partner, Matthieu Blazy, bekam die Stelle des Damenmode-Designers der Laufstegkollektion. Simons' Lebensgefährte Jean-Georges d'Orazio war seit Juli 2016 Mitarbeiter von Calvin Klein in New York.
Obwohl Simons’ künstlerische Entwürfe für Calvin Klein in der Folge vom Fachpublikum gelobt wurden, blieb der finanzielle Erfolg für das Unternehmen bei gleichzeitig sehr hohen Kosten aus. Im Dezember 2018 kündigte PVH, in gegenseitigem Einvernehmen, die sofortige Trennung von Simons an.

## Auszeichnungen
- Swiss Textile Award des Textilverbands Schweiz, 2003
- Jury-Präsident des Hyères International Fashion and Photography Festival,  2011
- International Award (für Dior) des Council of Fashion Designers of America (CFDA), 2014
- International Designer Award der British Fashion Awards, 2014 (lediglich Nominierung, Gewinner war Nicolas Ghesquière)
- Damenmode-Designer des Jahres (für Calvin Klein) des CFDA, 2017
- Herrennmode-Designer des Jahres (für Calvin Klein) des CFDA, 2017